# Бароновка (Грозный)
Бароновка — район в центральной части Грозного.

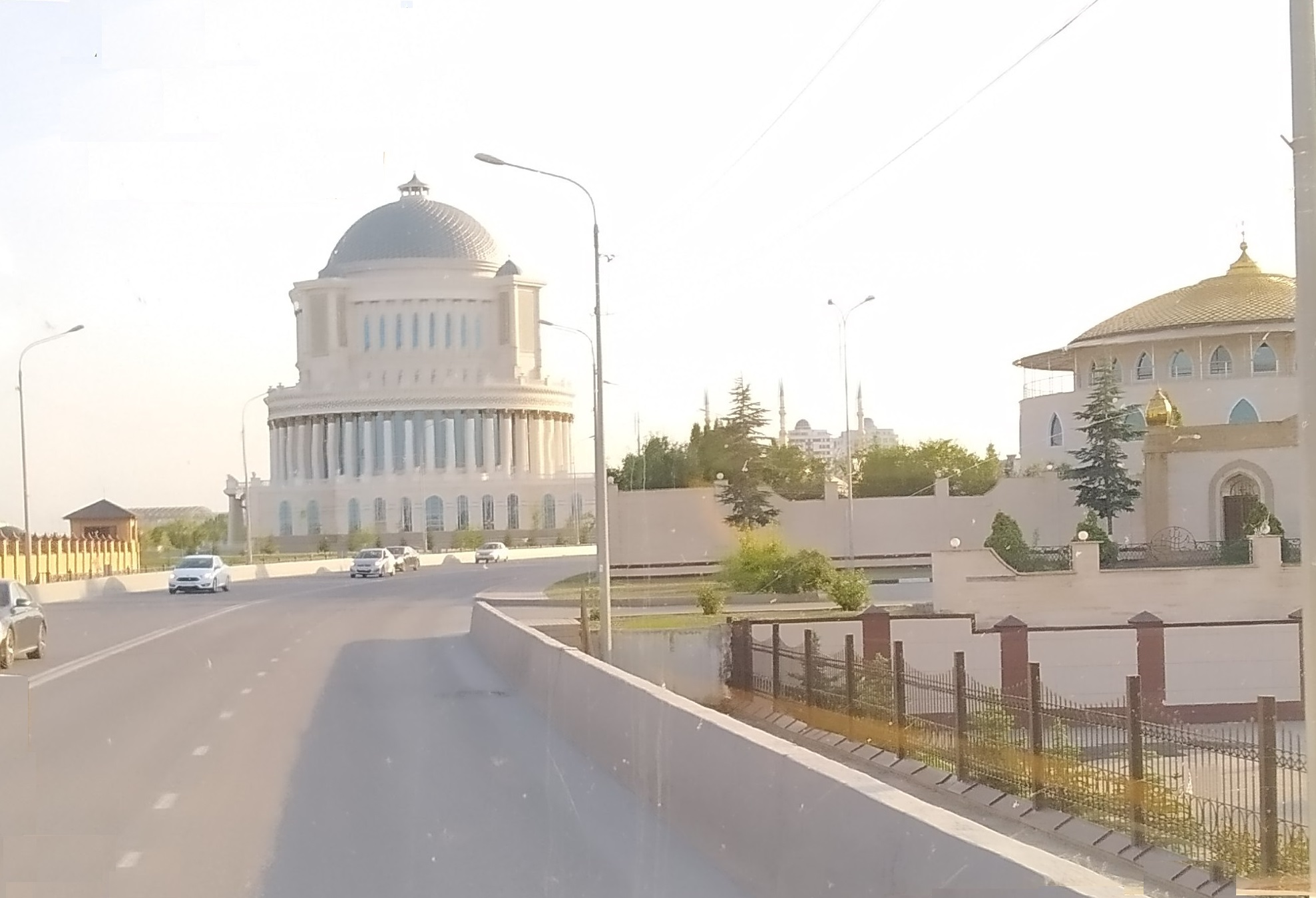
Бароновский мост (ныне — имени Бамат-Гирей-Хаджи Митаева)

## География
Район располагается в центре северо-восточной части Грозного на правом берегу реки Сунжа. Основные улицы района — Хеды Кишиевой (бывшая Бутырина) и Маты Кишиевой (бывшая Гурьева).

## Происхождение названия
Название района происходит от титула инженера путей и сообщения, строителя железных дорог барона Рудольфа Штейнгеля, акционера «Общества Владикавказской железной дороги», которое было крупнейшим владельцем нефтеперерабатывающих заводов и нефтепроводов в Грозном.

## История района
В 1880 году в Грозном начали стремительно развиваться нефтяные промыслы. С развитием городской промышленности на берегу реки Сунжи инженером-строителем бароном Рудольфом Штейнгелем был заложен первый кирпичный завод. Рядом был построен небольшой посёлок для рабочих завода, названный городской управой Бароновской слободкой. Впоследствии был построен Бароновский мост, соединяющий посёлок с центральной частью города. Центральная улица района носила название Бароновской. В дальнейшем, с расширением территории города посёлок вошел в его состав. Бароновский район постепенно стал превращаться в один из наиболее популярных районов среди жителей Грозного. В 1920-е годы району было дано новое название «Красная слободка», но оно не прижилось. Район до сих пор именуется Бароновским.